# 야마카미촌 (시가현)
야마카미촌(山上村)은 시가현 간자키군에 설치되었던 촌이다. 현재의 히가시오미시 동부에 해당한다.